# 1800
Portal Geschichte | Portal Biografien | Aktuelle Ereignisse | Jahreskalender | Tagesartikel

◄ |
17. Jahrhundert |
18. Jahrhundert
| 19. Jahrhundert | ►

◄ |
1770er |
1780er |
1790er |
1800er
| 1810er | 1820er | 1830er | ►

◄◄ |
◄ |
1796 |
1797 |
1798 |
1799 |
1800
| 1801 | 1802 | 1803 | 1804 | ► | ►►
Staatsoberhäupter · Wahlen · Nekrolog   · Musikjahr
| Januar | Januar | Januar | Januar | Januar | Januar | Januar | Januar |
| Kw     | Mo     | Di     | Mi     | Do     | Fr     | Sa     | So     |
| ------ | ------ | ------ | ------ | ------ | ------ | ------ | ------ |
| 1      |        |        | 1      | 2      | 3      | 4      | 5      |
| 2      | 6      | 7      | 8      | 9      | 10     | 11     | 12     |
| 3      | 13     | 14     | 15     | 16     | 17     | 18     | 19     |
| 4      | 20     | 21     | 22     | 23     | 24     | 25     | 26     |
| 5      | 27     | 28     | 29     | 30     | 31     |        |        |

| Februar | Februar | Februar | Februar | Februar | Februar | Februar | Februar |
| Kw      | Mo      | Di      | Mi      | Do      | Fr      | Sa      | So      |
| ------- | ------- | ------- | ------- | ------- | ------- | ------- | ------- |
| 5       |         |         |         |         |         | 1       | 2       |
| 6       | 3       | 4       | 5       | 6       | 7       | 8       | 9       |
| 7       | 10      | 11      | 12      | 13      | 14      | 15      | 16      |
| 8       | 17      | 18      | 19      | 20      | 21      | 22      | 23      |
| 9       | 24      | 25      | 26      | 27      | 28      |         |         |

| März | März | März | März | März | März | März | März |
| Kw   | Mo   | Di   | Mi   | Do   | Fr   | Sa   | So   |
| ---- | ---- | ---- | ---- | ---- | ---- | ---- | ---- |
| 9    |      |      |      |      |      | 1    | 2    |
| 10   | 3    | 4    | 5    | 6    | 7    | 8    | 9    |
| 11   | 10   | 11   | 12   | 13   | 14   | 15   | 16   |
| 12   | 17   | 18   | 19   | 20   | 21   | 22   | 23   |
| 1    | 24   | 25   | 26   | 27   | 28   | 29   | 30   |
| 14   | 31   |      |      |      |      |      |      |

| April | April | April | April | April | April | April | April |
| Kw    | Mo    | Di    | Mi    | Do    | Fr    | Sa    | So    |
| ----- | ----- | ----- | ----- | ----- | ----- | ----- | ----- |
| 14    |       | 1     | 2     | 3     | 4     | 5     | 6     |
| 15    | 7     | 8     | 9     | 10    | 11    | 12    | 13    |
| 16    | 14    | 15    | 16    | 17    | 18    | 19    | 20    |
| 17    | 21    | 22    | 23    | 24    | 25    | 26    | 27    |
| 18    | 28    | 29    | 30    |       |       |       |       |

| Mai | Mai | Mai | Mai | Mai | Mai | Mai | Mai |
| Kw  | Mo  | Di  | Mi  | Do  | Fr  | Sa  | So  |
| --- | --- | --- | --- | --- | --- | --- | --- |
| 18  |     |     |     | 1   | 2   | 3   | 4   |
| 19  | 5   | 6   | 7   | 8   | 9   | 10  | 11  |
| 20  | 12  | 13  | 14  | 15  | 16  | 17  | 18  |
| 21  | 19  | 20  | 21  | 22  | 23  | 24  | 25  |
| 22  | 26  | 27  | 28  | 29  | 30  | 31  |     |

| Juni | Juni | Juni | Juni | Juni | Juni | Juni | Juni |
| Kw   | Mo   | Di   | Mi   | Do   | Fr   | Sa   | So   |
| ---- | ---- | ---- | ---- | ---- | ---- | ---- | ---- |
| 22   |      |      |      |      |      |      | 1    |
| 23   | 2    | 3    | 4    | 5    | 6    | 7    | 8    |
| 24   | 9    | 10   | 11   | 12   | 13   | 14   | 15   |
| 25   | 16   | 17   | 18   | 19   | 20   | 21   | 22   |
| 26   | 23   | 24   | 25   | 26   | 27   | 28   | 29   |
| 27   | 30   |      |      |      |      |      |      |

| Juli | Juli | Juli | Juli | Juli | Juli | Juli | Juli |
| Kw   | Mo   | Di   | Mi   | Do   | Fr   | Sa   | So   |
| ---- | ---- | ---- | ---- | ---- | ---- | ---- | ---- |
| 27   |      | 1    | 2    | 3    | 4    | 5    | 6    |
| 2    | 7    | 8    | 9    | 10   | 11   | 12   | 13   |
| 29   | 14   | 15   | 16   | 17   | 18   | 19   | 20   |
| 30   | 21   | 22   | 23   | 24   | 25   | 26   | 27   |
| 31   | 28   | 29   | 30   | 31   |      |      |      |

| August | August | August | August | August | August | August | August |
| Kw     | Mo     | Di     | Mi     | Do     | Fr     | Sa     | So     |
| ------ | ------ | ------ | ------ | ------ | ------ | ------ | ------ |
| 31     |        |        |        |        | 1      | 2      | 3      |
| 32     | 4      | 5      | 6      | 7      | 8      | 9      | 10     |
| 33     | 11     | 12     | 13     | 14     | 15     | 16     | 17     |
| 34     | 18     | 19     | 20     | 21     | 22     | 23     | 24     |
| 35     | 25     | 26     | 27     | 28     | 29     | 30     | 31     |

| September | September | September | September | September | September | September | September |
| Kw        | Mo        | Di        | Mi        | Do        | Fr        | Sa        | So        |
| --------- | --------- | --------- | --------- | --------- | --------- | --------- | --------- |
| 36        | 1         | 2         | 3         | 4         | 5         | 6         | 7         |
| 37        | 8         | 9         | 10        | 11        | 12        | 13        | 14        |
| 38        | 15        | 16        | 17        | 18        | 19        | 20        | 21        |
| 39        | 22        | 23        | 24        | 25        | 26        | 27        | 28        |
| 40        | 29        | 30        |           |           |           |           |           |

| Oktober | Oktober | Oktober | Oktober | Oktober | Oktober | Oktober | Oktober |
| Kw      | Mo      | Di      | Mi      | Do      | Fr      | Sa      | So      |
| ------- | ------- | ------- | ------- | ------- | ------- | ------- | ------- |
| 40      |         |         | 1       | 2       | 3       | 4       | 5       |
| 41      | 6       | 7       | 8       | 9       | 10      | 11      | 12      |
| 42      | 13      | 14      | 15      | 16      | 17      | 18      | 19      |
| 43      | 20      | 21      | 22      | 23      | 24      | 25      | 26      |
| 44      | 27      | 28      | 29      | 30      | 31      |         |         |

| November | November | November | November | November | November | November | November |
| Kw       | Mo       | Di       | Mi       | Do       | Fr       | Sa       | So       |
| -------- | -------- | -------- | -------- | -------- | -------- | -------- | -------- |
| 44       |          |          |          |          |          | 1        | 2        |
| 45       | 3        | 4        | 5        | 6        | 7        | 8        | 9        |
| 46       | 10       | 11       | 12       | 13       | 14       | 15       | 16       |
| 47       | 17       | 18       | 19       | 20       | 21       | 22       | 23       |
| 48       | 24       | 25       | 26       | 27       | 28       | 29       | 30       |

| Dezember | Dezember | Dezember | Dezember | Dezember | Dezember | Dezember | Dezember |
| Kw       | Mo       | Di       | Mi       | Do       | Fr       | Sa       | So       |
| -------- | -------- | -------- | -------- | -------- | -------- | -------- | -------- |
| 49       | 1        | 2        | 3        | 4        | 5        | 6        | 7        |
| 50       | 8        | 9        | 10       | 11       | 12       | 13       | 14       |
| 51       | 15       | 16       | 17       | 18       | 19       | 20       | 21       |
| 52       | 22       | 23       | 24       | 25       | 26       | 27       | 28       |
| 1        | 29       | 30       | 31       |          |          |          |          |

| Januar | Januar | Januar | Januar | Januar | Januar | Januar | Januar |
| Kw     | Mo     | Di     | Mi     | Do     | Fr     | Sa     | So     |
| ------ | ------ | ------ | ------ | ------ | ------ | ------ | ------ |
| 1      |        |        | 1      | 2      | 3      | 4      | 5      |
| 2      | 6      | 7      | 8      | 9      | 10     | 11     | 12     |
| 3      | 13     | 14     | 15     | 16     | 17     | 18     | 19     |
| 4      | 20     | 21     | 22     | 23     | 24     | 25     | 26     |
| 5      | 27     | 28     | 29     | 30     | 31     |        |        |

| Februar | Februar | Februar | Februar | Februar | Februar | Februar | Februar |
| Kw      | Mo      | Di      | Mi      | Do      | Fr      | Sa      | So      |
| ------- | ------- | ------- | ------- | ------- | ------- | ------- | ------- |
| 5       |         |         |         |         |         | 1       | 2       |
| 6       | 3       | 4       | 5       | 6       | 7       | 8       | 9       |
| 7       | 10      | 11      | 12      | 13      | 14      | 15      | 16      |
| 8       | 17      | 18      | 19      | 20      | 21      | 22      | 23      |
| 9       | 24      | 25      | 26      | 27      | 28      |         |         |

| März | März | März | März | März | März | März | März |
| Kw   | Mo   | Di   | Mi   | Do   | Fr   | Sa   | So   |
| ---- | ---- | ---- | ---- | ---- | ---- | ---- | ---- |
| 9    |      |      |      |      |      | 1    | 2    |
| 10   | 3    | 4    | 5    | 6    | 7    | 8    | 9    |
| 11   | 10   | 11   | 12   | 13   | 14   | 15   | 16   |
| 12   | 17   | 18   | 19   | 20   | 21   | 22   | 23   |
| 1    | 24   | 25   | 26   | 27   | 28   | 29   | 30   |
| 14   | 31   |      |      |      |      |      |      |

| April | April | April | April | April | April | April | April |
| Kw    | Mo    | Di    | Mi    | Do    | Fr    | Sa    | So    |
| ----- | ----- | ----- | ----- | ----- | ----- | ----- | ----- |
| 14    |       | 1     | 2     | 3     | 4     | 5     | 6     |
| 15    | 7     | 8     | 9     | 10    | 11    | 12    | 13    |
| 16    | 14    | 15    | 16    | 17    | 18    | 19    | 20    |
| 17    | 21    | 22    | 23    | 24    | 25    | 26    | 27    |
| 18    | 28    | 29    | 30    |       |       |       |       |

| Mai | Mai | Mai | Mai | Mai | Mai | Mai | Mai |
| Kw  | Mo  | Di  | Mi  | Do  | Fr  | Sa  | So  |
| --- | --- | --- | --- | --- | --- | --- | --- |
| 18  |     |     |     | 1   | 2   | 3   | 4   |
| 19  | 5   | 6   | 7   | 8   | 9   | 10  | 11  |
| 20  | 12  | 13  | 14  | 15  | 16  | 17  | 18  |
| 21  | 19  | 20  | 21  | 22  | 23  | 24  | 25  |
| 22  | 26  | 27  | 28  | 29  | 30  | 31  |     |

| Juni | Juni | Juni | Juni | Juni | Juni | Juni | Juni |
| Kw   | Mo   | Di   | Mi   | Do   | Fr   | Sa   | So   |
| ---- | ---- | ---- | ---- | ---- | ---- | ---- | ---- |
| 22   |      |      |      |      |      |      | 1    |
| 23   | 2    | 3    | 4    | 5    | 6    | 7    | 8    |
| 24   | 9    | 10   | 11   | 12   | 13   | 14   | 15   |
| 25   | 16   | 17   | 18   | 19   | 20   | 21   | 22   |
| 26   | 23   | 24   | 25   | 26   | 27   | 28   | 29   |
| 27   | 30   |      |      |      |      |      |      |

| Juli | Juli | Juli | Juli | Juli | Juli | Juli | Juli |
| Kw   | Mo   | Di   | Mi   | Do   | Fr   | Sa   | So   |
| ---- | ---- | ---- | ---- | ---- | ---- | ---- | ---- |
| 27   |      | 1    | 2    | 3    | 4    | 5    | 6    |
| 2    | 7    | 8    | 9    | 10   | 11   | 12   | 13   |
| 29   | 14   | 15   | 16   | 17   | 18   | 19   | 20   |
| 30   | 21   | 22   | 23   | 24   | 25   | 26   | 27   |
| 31   | 28   | 29   | 30   | 31   |      |      |      |

| August | August | August | August | August | August | August | August |
| Kw     | Mo     | Di     | Mi     | Do     | Fr     | Sa     | So     |
| ------ | ------ | ------ | ------ | ------ | ------ | ------ | ------ |
| 31     |        |        |        |        | 1      | 2      | 3      |
| 32     | 4      | 5      | 6      | 7      | 8      | 9      | 10     |
| 33     | 11     | 12     | 13     | 14     | 15     | 16     | 17     |
| 34     | 18     | 19     | 20     | 21     | 22     | 23     | 24     |
| 35     | 25     | 26     | 27     | 28     | 29     | 30     | 31     |

| September | September | September | September | September | September | September | September |
| Kw        | Mo        | Di        | Mi        | Do        | Fr        | Sa        | So        |
| --------- | --------- | --------- | --------- | --------- | --------- | --------- | --------- |
| 36        | 1         | 2         | 3         | 4         | 5         | 6         | 7         |
| 37        | 8         | 9         | 10        | 11        | 12        | 13        | 14        |
| 38        | 15        | 16        | 17        | 18        | 19        | 20        | 21        |
| 39        | 22        | 23        | 24        | 25        | 26        | 27        | 28        |
| 40        | 29        | 30        |           |           |           |           |           |

| Oktober | Oktober | Oktober | Oktober | Oktober | Oktober | Oktober | Oktober |
| Kw      | Mo      | Di      | Mi      | Do      | Fr      | Sa      | So      |
| ------- | ------- | ------- | ------- | ------- | ------- | ------- | ------- |
| 40      |         |         | 1       | 2       | 3       | 4       | 5       |
| 41      | 6       | 7       | 8       | 9       | 10      | 11      | 12      |
| 42      | 13      | 14      | 15      | 16      | 17      | 18      | 19      |
| 43      | 20      | 21      | 22      | 23      | 24      | 25      | 26      |
| 44      | 27      | 28      | 29      | 30      | 31      |         |         |

| November | November | November | November | November | November | November | November |
| Kw       | Mo       | Di       | Mi       | Do       | Fr       | Sa       | So       |
| -------- | -------- | -------- | -------- | -------- | -------- | -------- | -------- |
| 44       |          |          |          |          |          | 1        | 2        |
| 45       | 3        | 4        | 5        | 6        | 7        | 8        | 9        |
| 46       | 10       | 11       | 12       | 13       | 14       | 15       | 16       |
| 47       | 17       | 18       | 19       | 20       | 21       | 22       | 23       |
| 48       | 24       | 25       | 26       | 27       | 28       | 29       | 30       |

| Dezember | Dezember | Dezember | Dezember | Dezember | Dezember | Dezember | Dezember |
| Kw       | Mo       | Di       | Mi       | Do       | Fr       | Sa       | So       |
| -------- | -------- | -------- | -------- | -------- | -------- | -------- | -------- |
| 49       | 1        | 2        | 3        | 4        | 5        | 6        | 7        |
| 50       | 8        | 9        | 10       | 11       | 12       | 13       | 14       |
| 51       | 15       | 16       | 17       | 18       | 19       | 20       | 21       |
| 52       | 22       | 23       | 24       | 25       | 26       | 27       | 28       |
| 1        | 29       | 30       | 31       |          |          |          |          |

## Ereignisse

### Politik und Weltgeschehen

#### Osmanisches Reich/Ägyptische Expedition
- 20. März: Nach der Schlacht von Heliopolis im Zuge von Napoléons Ägyptischer Expedition fällt Ägypten an Frankreich. Die französische Armee unter dem Befehl von Jean-Baptiste Kléber besiegt osmanische Truppen unter dem Großwesir Jussuf Pascha vernichtend und besetzt Kairo nach der Niederschlagung eines Aufstandes wieder. Kléber wird am 14. Juni in Kairo ermordet. Neuer Oberbefehlshaber der Expeditionsarmee wird Jacques-François Menou.

Flagge der Republik der Sieben Inseln

- 21. März: Russland und das Osmanische Reich verabreden im Vertrag von Konstantinopel die Bildung der Republik der Sieben Inseln. Sie ist der Hohen Pforte tributpflichtig, Russland garantiert die Unabhängigkeit des neuen Staates. Die Republik, die die griechischen Inseln Andikythira, Andipaxos, Korfu, Kythira, Lefkada, Ithaka, Kefalonia, Paxos und Zakynthos umfasst, erhält eine aristokratische Verfassung nach dem Vorbild der Republik Ragusa. An der Spitze des Staates steht der von einem Präsidenten geleitete Senat, der sich aus Vertretern der „Großen Räte“ der Inseln zusammensetzt. Mitglieder des Senates und der „Großen Räte“ können nur Angehörige des Adels sein. Erster Präsident des Senates wird Graf Theotokis, als Senatssekretär fungiert Ioannis Kapodistrias.

#### Zweiter Koalitionskrieg in Europa
- 5. Mai: Napoleon Bonaparte beginnt einen weiteren Italienfeldzug. In der Schlacht bei Meßkirch, einer der blutigsten Schlachten im Zweiten Koalitionskrieg, zwingt die von Napoleon entsandte französische Rheinarmee unter dem Oberkommando von General Moreau das österreichische Heer unter Paul Kray von Krajowa zum Rückzug und damit zur Räumung Südwestdeutschlands.
- 9. Juni: Die Franzosen besiegen in der Schlacht von Montebello della Battaglia österreichische Streitkräfte. General Jean Lannes gewinnt mit seinen Soldaten den Kampf nach einem feindlichen Angriff beim Ort Casteggio.

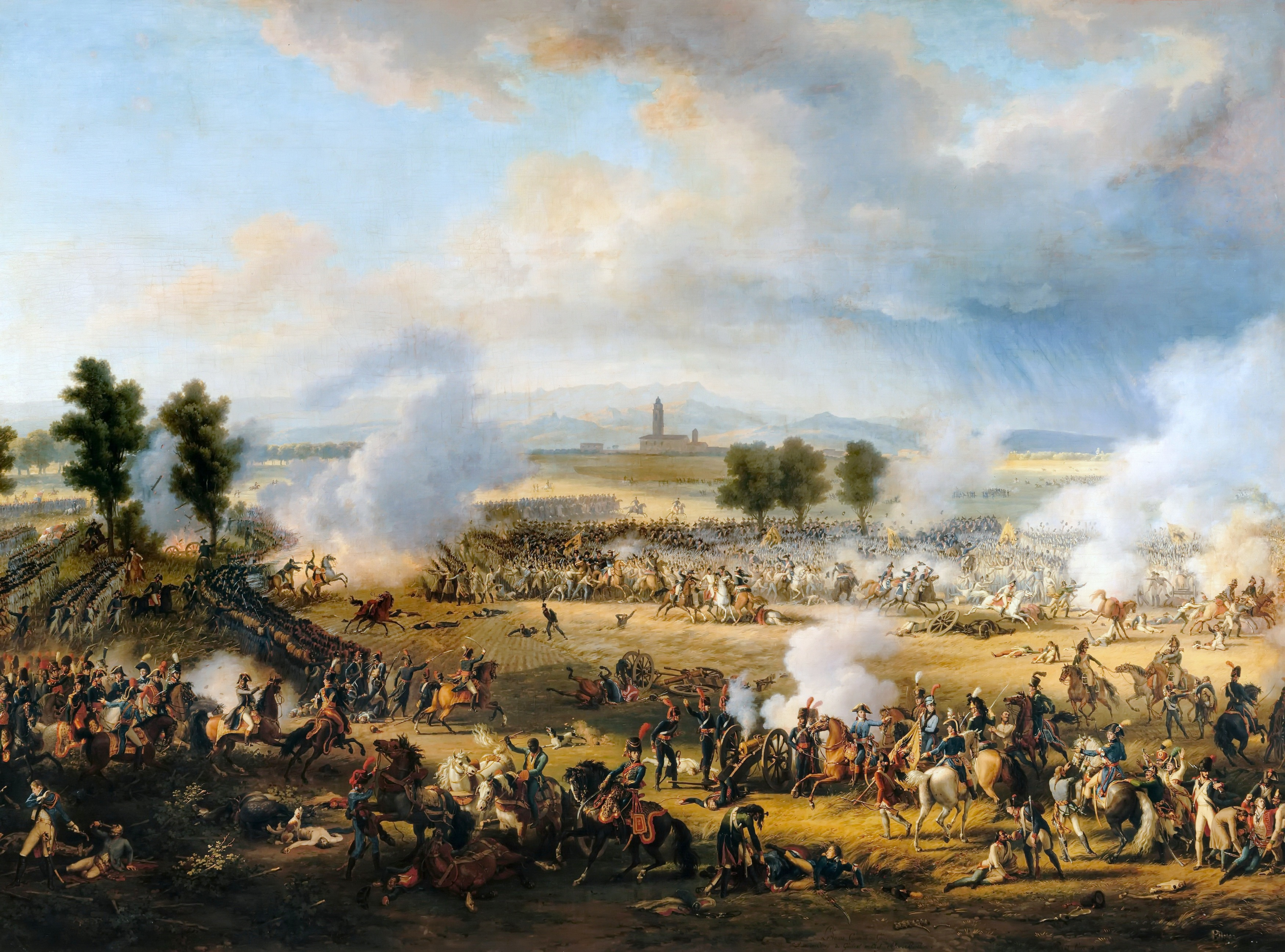
Schlacht bei Marengo, Gemälde von Louis-François Lejeune

- 14. Juni: Napoleon greift Österreich an. Die Schlacht bei Marengo bringt Napoleon den entscheidenden Sieg.
- 19. Juni: Der französischen Rheinarmee unter Jean-Victor Moreau gelingt in der Schlacht bei Höchstädt nach dem Donauübergang ein Sieg über österreichische und mit ihnen verbündete württembergisch-bayerische Truppen. Der gegnerische Feldherr Paul Kray von Krajowa sieht sich zum Rückzug aus Ulm veranlasst.
- 20. Juni: Die napoleonische Armee erobert nach ihrem Sieg in der Schlacht bei Marengo die Stadt Turin. Nach deren Fall wird das Königreich Sardinien-Piemont ein zweites Mal von den Franzosen aufgelöst und der König für abgesetzt erklärt. Das Land wird nicht wieder als Piemontesische Republik restauriert, sondern als Subalpinische Republik, die unter französischer Militärverwaltung existiert.
- 28. Juli: Ein Bündnis zwischen Russland und Preußen wird geschlossen.
- 5. September: Die Briten bringen nach einer Blockade Malta in ihren Besitz, das seit 1798 von napoleonischen Einheiten besetzt war.
- 1. Oktober: Dritter Vertrag von San Ildefonso
- 20. Oktober: Das Generalauditoriat der Preußischen Armee wird begründet.
- 3. Dezember: In der Schlacht bei Hohenlinden besiegt das französische Heer unter General Jean-Victor Moreau die von Erzherzog Johann von Österreich kommandierten österreichisch-bayerischen Streitkräfte. Der Erfolg ermöglicht das Vorrücken in Richtung Wien. Das politische Gewicht Napoleon Bonapartes wird durch den Sieg gestärkt.
- 12. bis 14. Dezember: In der Schlacht am Walserfeld bei Salzburg kann die k.k. Hauptarmee unter Erzherzog Johann einen Sieg über einen Teil der französischen Rheinarmee (verst. I. Korps Lecourbe) erringen. Aufgrund der erfolgreichen Überschreitung der Salzach weiter nördlich bei Laufen durch die Masse der französischen Truppen unter Jean-Victor Moreau droht der österreichischen Armee die Einkesselung im Raum Salzburg. Dies erzwingt einen weiteren Rückzug in Richtung Wien, um die inzwischen stark dezimierten österreichischen Truppen noch zu retten. Der Waffenstillstand von Steyr am 25. Dezember beendet den Vormarsch der Franzosen bei Melk.
- 24. Dezember: Eine Höllenmaschine wird beim missglückten Attentat auf Napoleon Bonaparte verwendet.

#### Großbritannien und Irland
- 15. Mai: Im Londoner Theatre Royal Drury Lane verübt James Hadfield ein Attentat mit einer Pistole auf den britischen König Georg III. Der Herrscher bleibt unverletzt, der Attentäter wird festgenommen.

#### Vereinigte Staaten von Amerika

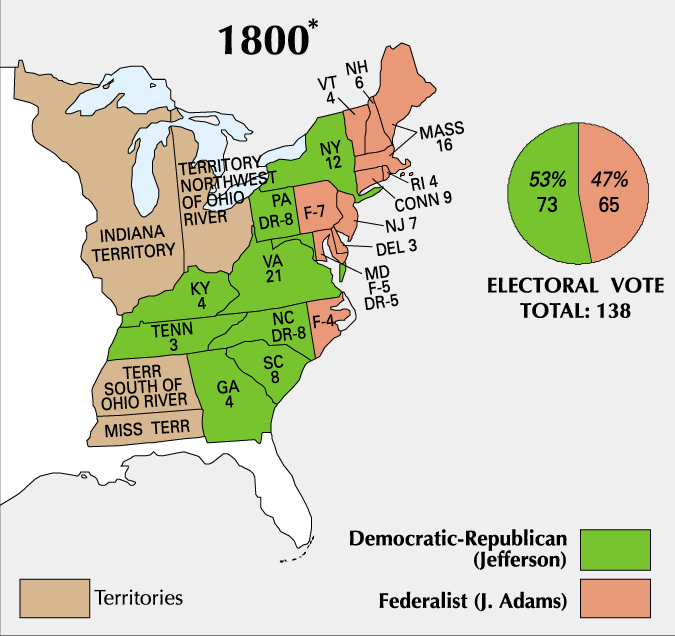
Wahlmännerstimmen nach Bundesstaaten

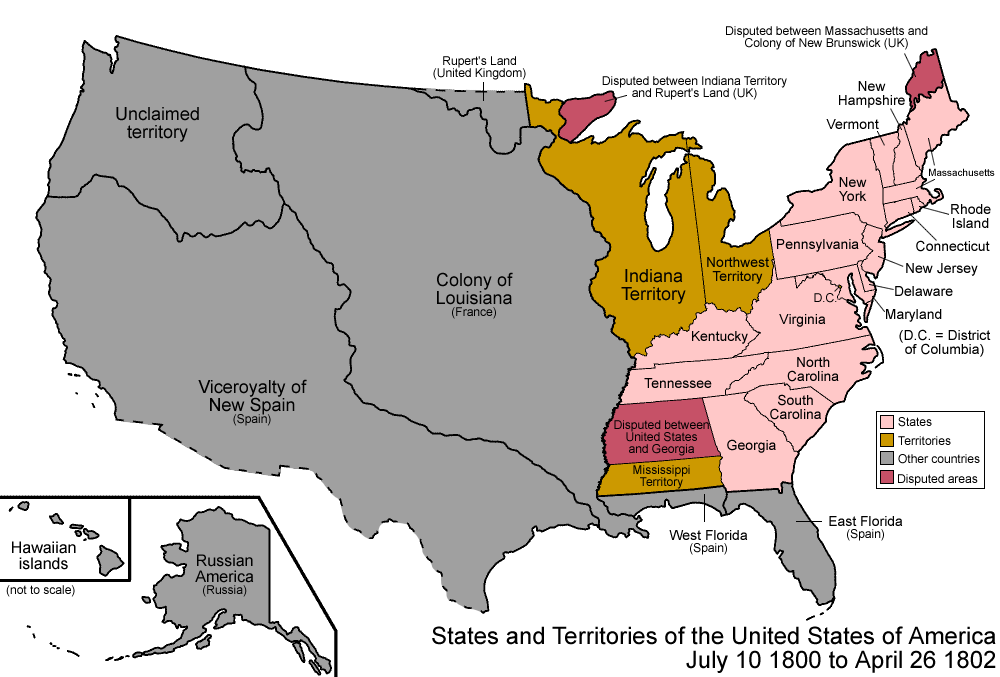
Vereinigte Staaten 1800

- April bis Oktober: Bei der Präsidentschaftswahl in den Vereinigten Staaten, manchmal auch als die Revolution von 1800 bezeichnet, besiegt Thomas Jefferson mit seinem designierten Vizepräsidenten Aaron Burr den amtierenden Präsidenten John Adams. Damit beginnt eine neue politische Epoche, die durch das Erstarken der Demokratisch-Republikanischen Partei und die Auflösung der Föderalistischen Partei geprägt ist.
- 7. Mai: US-Präsident John Adams unterzeichnet ein Gesetz, mit dem aus einem Teil des Nordwestterritoriums das Indiana-Territorium als Hoheitsgebiet der Vereinigten Staaten hervorgeht; das Gesetz tritt am 4. Juli in Kraft.
- 30. August: Gabriel Prosser führt in Virginia eine Sklavenrebellion an, scheitert jedoch, weil die Pläne verraten werden. Prosser wird auf der Flucht gefasst und am 7. Oktober gehängt.
- 1. November: US-Präsident John Adams bezieht seinen neuen Amtssitz, das spätere Weiße Haus.

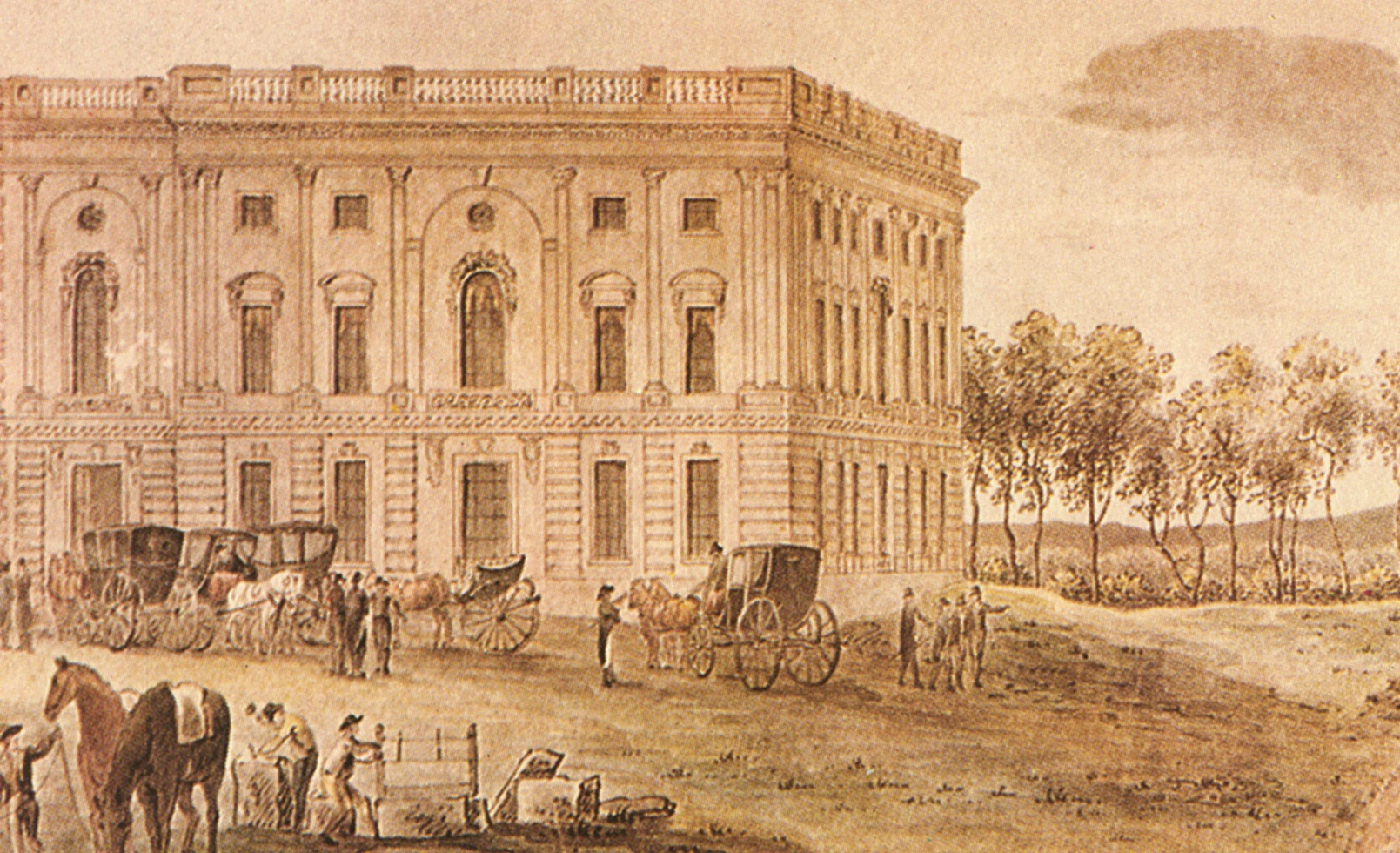
Zeichnung des Kapitols um 1800

- 17. November: In Washington, D.C. tagt erstmals der US-Kongress im Kapitol, das noch nicht ganz fertiggestellt ist.
- Ein Bundesgesetz verbietet, Sklaven aus den Vereinigten Staaten ins Ausland zu exportieren.
- Die Freilassungsgesetze in South Carolina werden verschärft. Da es vorgekommen ist, dass Sklavenhalter widersetzliche, alte oder kranke Sklaven freigelassen haben, die anschließend der Gemeinschaft zur Last fielen, schreibt das Gesetz vor, dass eine Kommission der Freilassung zustimmen müsse.

#### Asien

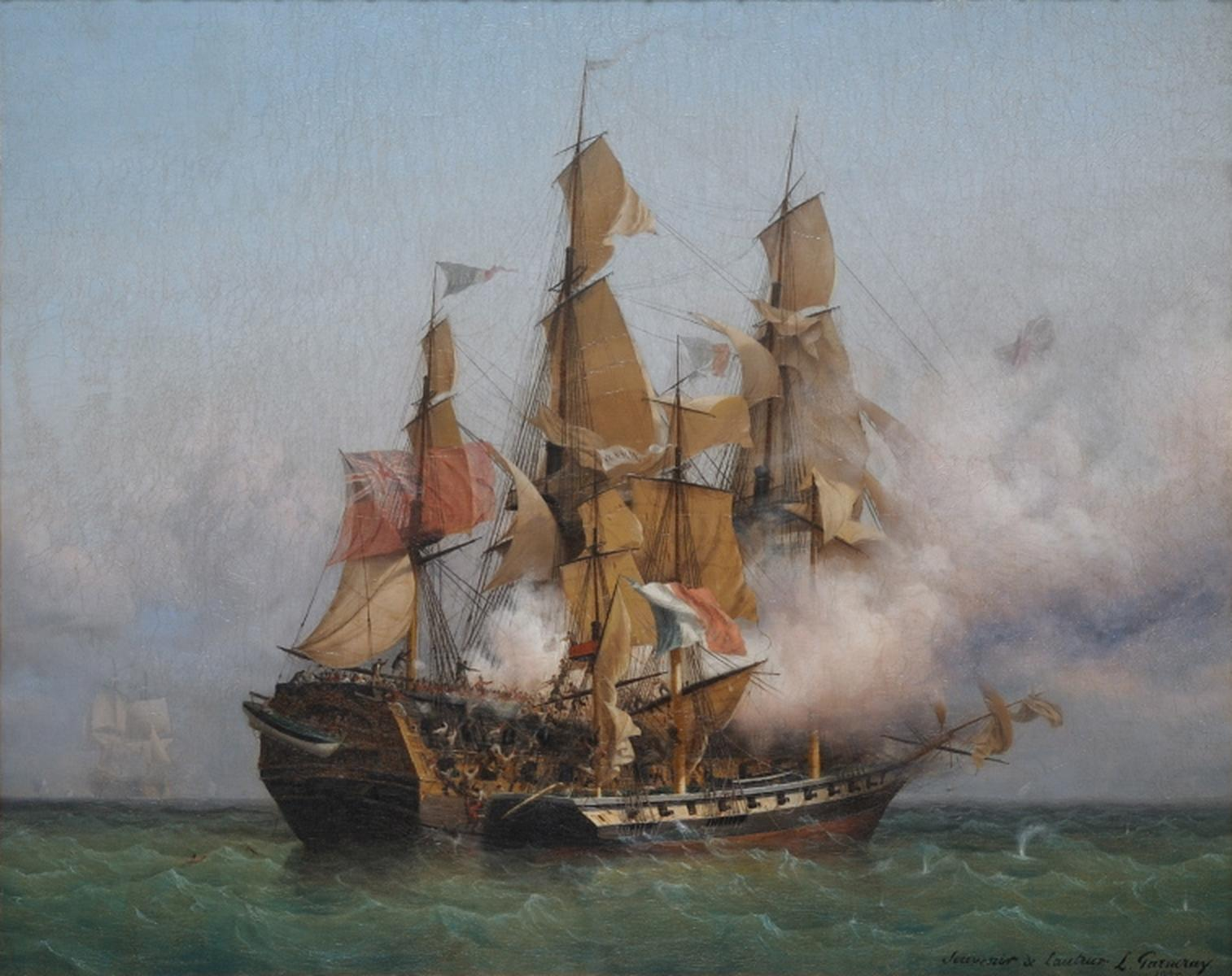
Die Kent und Surcoufs Kaperschiff Confiance im Gefecht

- 7. Oktober: Der französische Kaperfahrer Robert Surcouf entert mit seiner Mannschaft im Indischen Ozean den Indienfahrer Kent der Britischen Ostindien-Kompanie. Die von Mythen umrankte Eroberung des Handelsschiffes verschafft ihm reiche Beute, doch ist er in Zukunft einem britischen Kopfgeld von fünf Millionen Francs ausgesetzt.

### Wirtschaft
- 18. Januar: Die Bank von Frankreich wird durch Napoleon Bonaparte geschaffen.

### Wissenschaft und Technik
- 20. März: Alessandro Volta informiert die Royal Society in London über eine von ihm erdachte Stromquelle, deren Prinzip als Voltasche Säule bekannt wird.
- 24. April: In Washington, D.C. wird die Library of Congress gegründet.
- 19. Oktober: Die französische Baudin-Expedition sticht von Le Havre aus in See. Nicolas Baudin soll mit seinem Team auf zwei Schiffen die Küste Australiens erkunden.
- Wilhelm Herschel entdeckt die Infrarotstrahlung
- Die Ludwig-Maximilians-Universität wird durch Kurfürst Max IV. Joseph von Ingolstadt nach Landshut verlegt.
- Mithilfe der von Alessandro Volta entwickelten Volta’schen Säule zerlegt William Nicholson gemeinsam mit Anthony Carlisle erstmals die chemische Verbindung Wasser in die Elemente Wasserstoff und Sauerstoff (Elektrolyse des Wassers).
- Der englische Chemiker Humphry Davy veröffentlicht seine Untersuchungen zur schmerzlindernden und euphorisierenden Wirkung von Distickstoffmonoxid (Lachgas) und schlägt vor, sich dies in der Anästhesie zunutze zu machen, ein Vorschlag, der jedoch erst 1844 aufgegriffen wird.

### Kultur

#### Musik und Theater
- 16. Januar: Die Uraufführung der Oper Les deux journées (Der Wasserträger) von Luigi Cherubini findet am Théâtre Feydeau in Paris statt.
- 2. April: Die Sinfonie Nr. 1 C-Dur op.21 von Ludwig van Beethoven wird mit großem Erfolg am Wiener Hofburgtheater uraufgeführt.
- 2. Juni: Die heroisch-komische Oper Cesare in Farmacusa von Antonio Salieri wird mit großem Erfolg am Theater am Kärntnertor in Wien uraufgeführt.

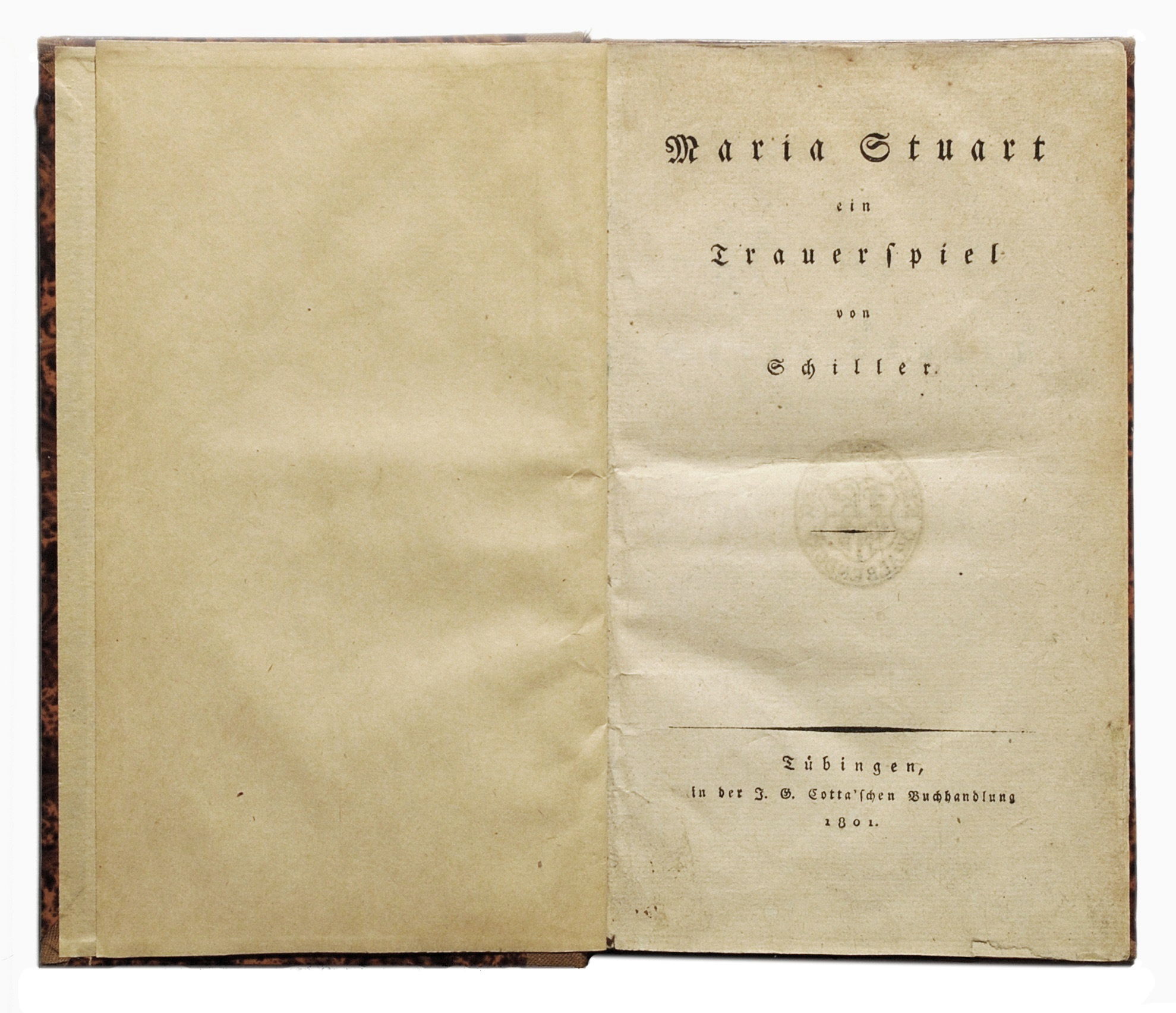
Titelblatt des Erstdruckes der Maria Stuart

- 14. Juni: Das Trauerspiel Maria Stuart von Friedrich Schiller hat seine Uraufführung mit Friederike Vohs in der Titelrolle am Weimarer Hoftheater.
- November: Das Théâtre français in Bordeaux wird eröffnet. Der Spielbetrieb beginnt im folgenden Januar.

#### Sonstiges
- Jacques-Louis David fertigt das Gemälde Bonaparte beim Überschreiten der Alpen am Großen Sankt Bernhard.
- Novalis verfasst das Gedicht Wenn nicht mehr Zahlen und Figuren.

### Gesellschaft
- In ganz Paris, der nach London zweitgrößten Stadt Europas, gibt es um 1800 nur ca. 300 Badewannen.

### Religion
- 14. März: Giorgio Barnaba Luigi Chiaramonti wird nach fast viermonatigem Konklave in Venedig als Nachfolger des im Sommer des Vorjahres verstorbenen Pius VI. zum Papst gewählt und nimmt den Namen Pius VII. an.
- 15. Mai: Der neue Papst fordert in der Enzyklika Diu satis die Rückkehr zu den Prinzipien des Evangeliums.
- 24. Mai: In der Enzyklika Ex quo ecclesiam beklagt Papst Pius VII. die Vertreibung von Rom nach Venedig durch die Franzosen.
- Pierre Coudrin gründet zu Weihnachten die Arnsteiner Patres.

### Katastrophen
- 17. März: Beim Untergang des britischen Linienschiffs HMS Queen Charlotte (100 Kanonen) nach einem Brand an Bord vor Livorno, Italien, sterben 673 Seeleute, nur 156 können gerettet werden

## Geboren

### Januar/Februar
- 01. Januar: Basilio Calafati, griechischer Zauberkünstler, Karussell- und Gasthausbesitzer im Wiener Wurstelprater († 1878)
- 01. Januar: Constantin Hering, gilt als Begründer der Homöopathie in Amerika († 1880)
- 01. Januar: Filipina Brzezińska, polnische Komponistin und Pianistin († 1886)
- 01. Januar: Francis Egerton, britischer Schriftsteller und Kunstliebhaber († 1857)
- 01. Januar: Václav Emanuel Horák, tschechischer Komponist († 1871)
- 02. Januar: Adolf von Goppelt, württembergischer Finanzminister († 1875)
- 02. Januar: Carl Friedrich Plattner, deutscher Hüttenkundler und Chemiker († 1858)
- 03. Januar: Wilhelm Schumacher, deutscher Schriftsteller und Zeitungsverleger († 1837)

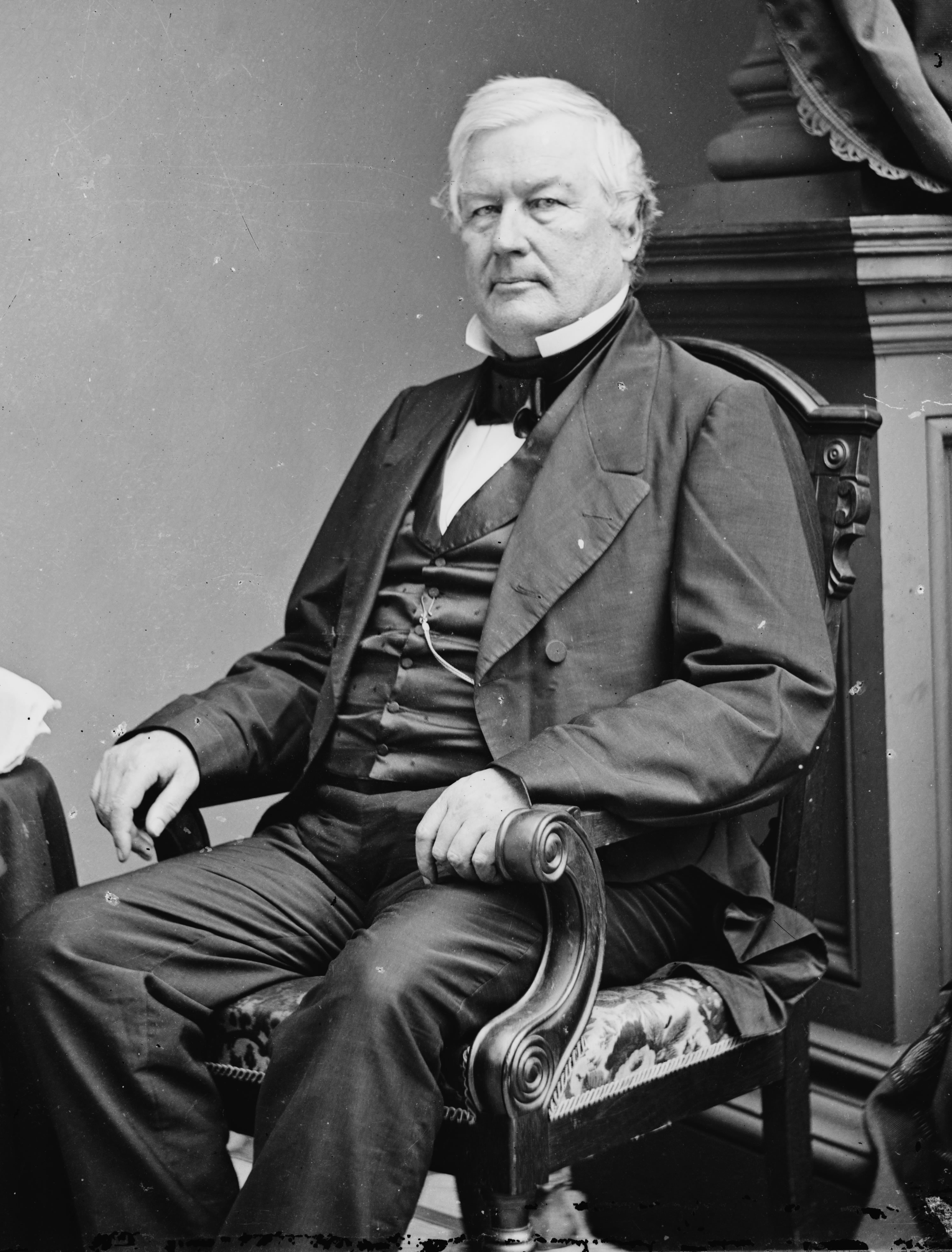
Millard Fillmore

- 07. Januar: Millard Fillmore, US-amerikanischer Politiker und Präsident († 1874)
- 07. Januar: Moritz Daniel Oppenheim, deutscher Porträt- und Historienmaler († 1882)
- 10. Januar: Lars Levi Læstadius, schwedischer Erweckungsprediger in Lappland († 1861)
- 11. Januar: Ányos Jedlik, ungarischer Physiker und Erfinder († 1895)
- 11. Januar: Giuseppina Ronzi de Begnis, italienische Opernsängerin († 1853)
- 14. Jänner: Ludwig von Köchel, österreichischer Musikwissenschaftler († 1877)
- 14. Januar: Jan Kuljk, tschechischer Geigenbauer († 1872)
- 17. Januar: Caleb Cushing, US-amerikanischer Politiker und Diplomat († 1879)
- 19. Januar: Carl Theodor Ottmer, deutscher Baumeister († 1843)
- 20. Januar: Jacob Aaron Westervelt, US-amerikanischer Unternehmer und Politiker († 1879)
- 21. Januar: Theodor Fliedner, deutscher Pfarrer († 1864)
- 22. Januar: Carlo d’Arco, italienischer Kunsthistoriker, Maler und Nationalökonom († 1873)
- 22. Januar: Christoph Merian, Großgrundbesitzer und Stiftungsgründer († 1858)
- 26. Januar: Johann Gerhard Oncken, Begründer der deutschen Baptistengemeinden († 1884)

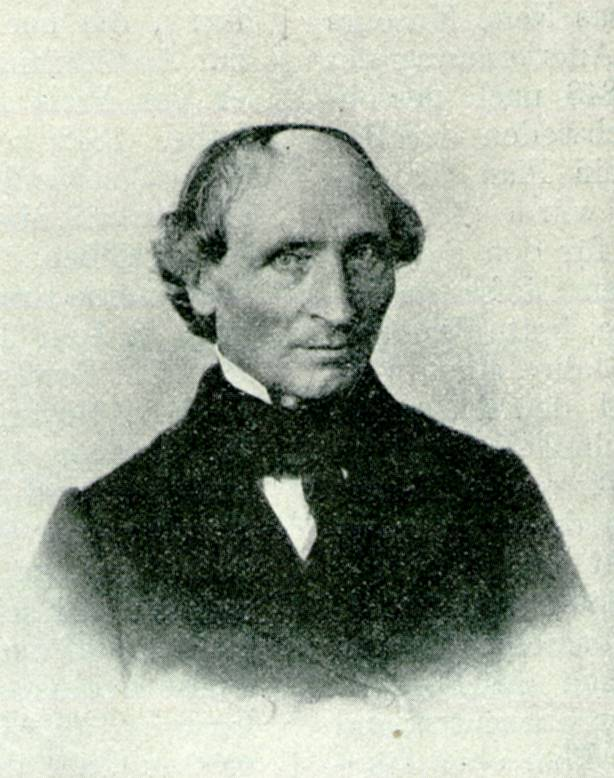
Friedrich August Stüler, 1863

- 28. Januar: Friedrich August Stüler, preußischer Baumeister († 1865)
- 06. Februar: Achille Devéria, französischer Maler und Lithograf († 1857)
- 07. Februar: Theodor von Zwehl, deutscher Staatsminister († 1875)
- 08. Februar: Gustav Ludwig Heinrich von Amstetter Freiherr von Zwerbach und Grabeneck, deutscher Jurist und Politiker († 1875)
- 08. Februar: David Bronson, US-amerikanischer Politiker († 1863)
- 11. Februar: Josef Franz von Sales Johann Baptist Karl Nikolaus von Flüe Amrhyn, Schweizer Bundeskanzler († 1849)
- 11. Februar: William Henry Fox Talbot, englischer Photopionier († 1877)
- 12. Februar: John Edward Gray, britischer Zoologe und erster Philatelist († 1875)
- 12. Februar: Karl Heinrich Hermes, deutscher Journalist und Historiker († 1856)
- 14. Februar: Emory Washburn, US-amerikanischer Politiker († 1877)
- 17. Februar: Franz Peter Adams, deutscher Rechtsanwalt († 1868)
- 23. Februar: Adelheid von Anhalt-Bernburg-Schaumburg-Hoym, Prinzessin von Anhalt-Bernburg-Schaumburg-Hoym, Erbprinzessin zu Lübeck und Prinzessin zu Holstein-Oldenburg († 1820)
- 25. Februar: Francis Strother Lyon, US-amerikanischer Politiker († 1882)
- 26. Februar: John Baptist Purcell, irischstämmiger US-amerikanischer römisch-katholischer Geistlicher; Erzbischof von Cincinnati († 1883)

### März/April
- 02. März: Jewgeni Abramowitsch Baratynski, russischer Offizier, Schriftsteller und Dichter († 1844)
- 03. März: Adam Ney, deutscher Bildhauer († 1879)
- 04. März: Wilhelm Eduard Albrecht, deutscher Staatsrechtler und Dozent († 1876)
- 04. März: Joseph Eschborn, deutscher Komponist und Kapellmeister († 1881)
- 05. März: Georg Friedrich Daumer, Philosoph, Protestantismus-Kritiker († 1875)
- 10. März: Victor Aimé Huber, deutscher Sozialreformer, Reiseschriftsteller und Literaturhistoriker († 1869)
- 13. März: Mustafa Reşid Pascha, Großwesir des Osmanischen Reiches († 1858)
- 15. März: Hans Kaspar Grob, Schweizer evangelischer Geistlicher († 1865)
- 16. März: Ninkō, Kaiser von Japan († 1846)
- 17. März: Ewald Rudolf Stier, deutscher lutherischer Theologe († 1862)
- 18. März: Francis Lieber, deutsch-US-amerikanischer Jurist, Publizist, Rechts- und Staatsphilosoph († 1872)
- 18. März: Harriet Smithson, irische Theaterschauspielerin († 1854)
- 28. März: Johann Georg Wagler, deutscher Zoologe und Herpetologe († 1832)
- 00. März: Paul Joseph Hagen, deutscher Unternehmer († 1868)
- 01. April: Johann Bonaventura Cartier, Schweizer Politiker († 1858)
- 04. April: Tokugawa Nariaki, Daimyo von Mito († 1860)
- 06. April: Philipp Furtwängler, deutscher Orgelbauer († 1867)
- 08. April: Ernst Förster, deutscher Maler, Kunstschriftsteller und Dichter († 1885)

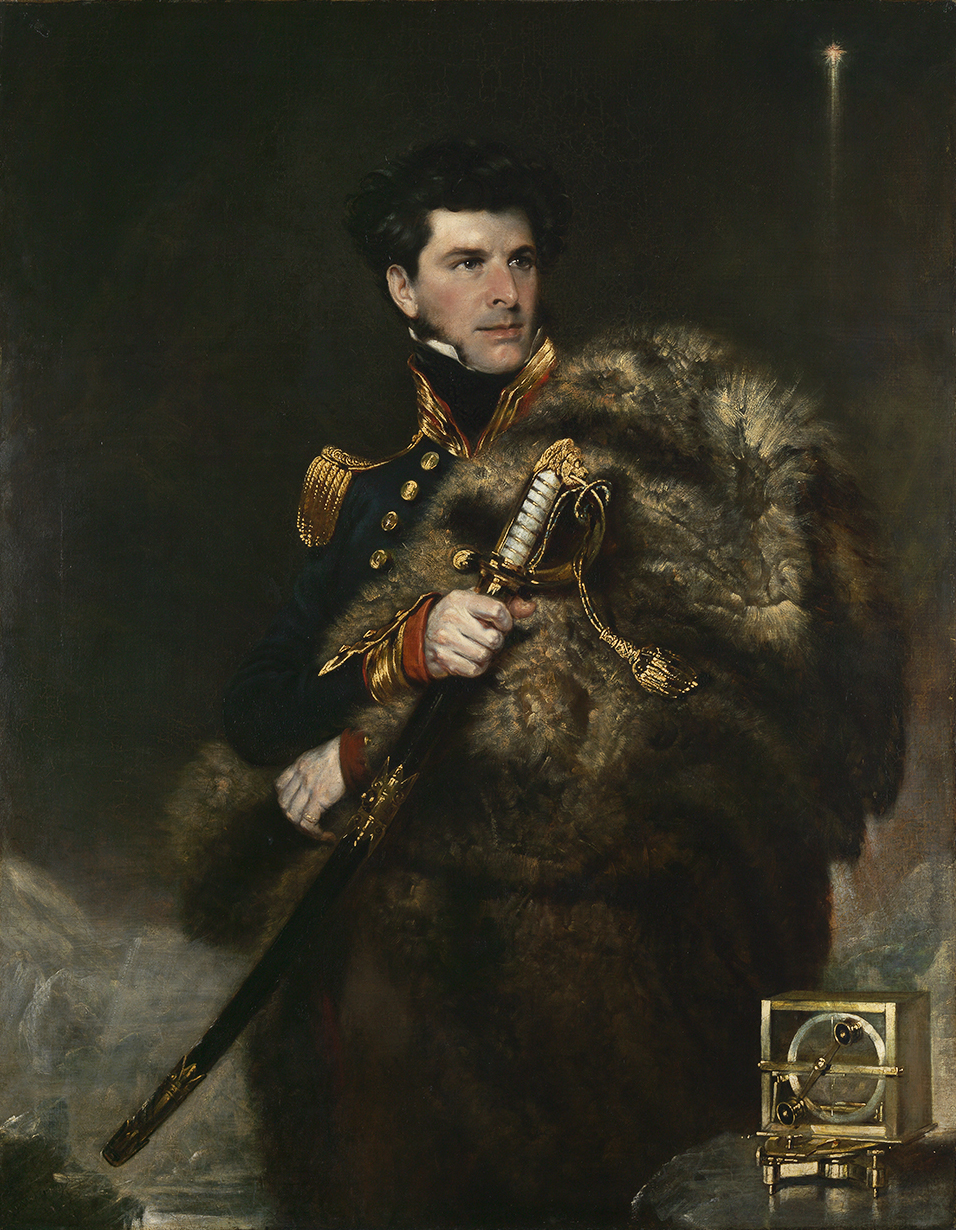
James Clark Ross, 1833–34

- 15. April: James Clark Ross, englischer Entdecker und Seefahrer († 1862)
- 16. April: Jakob Heine, Mediziner und Entdecker der spinalen Kinderlähmung († 1879)
- 16. April; George Bingham, 3. Earl of Lucan, britischer Feldmarschall († 1888)
- 16. April: Józef Stefani, polnischer Komponist († 1876)
- 19. April: Robert Goodenow, US-amerikanischer Politiker († 1874)
- 20. April: Wilhelm August Gottlieb Assmann, deutscher Historiker, Pädagoge, Schulbuchautor und Politiker († 1875)
- 20. April: Mark Anthony Cooper, US-amerikanischer Politiker († 1885)
- 22. April: Maria Francisca von Portugal, Infantin von Portugal und Spanien, Gräfin von Molina († 1834)
- 23. April: Emilie zur Lippe, deutsche Adelige, durch Heirat Fürstin zur Lippe († 1867)
- 28. April: Friederike Serre, Mäzenin und Gastgeberin für Künstlerinnen in Maxen († 1872)

### Mai/Juni
- 03. Mai: Ludwig von Alvensleben, deutscher Schriftsteller († 1868)
- 04. Mai: Eduard Wunder, deutscher Philologe und Pädagoge († 1869)
- 06. Mai: Amalie Haizinger, deutsche Schauspielerin († 1884)
- 08. Mai: Armand Carrel, französischer Publizist († 1836)
- 09. Mai: John Brown, US-amerikanischer radikaler Abolitionist († 1859)
- 10. Mai: Nikolai Alexejewitsch Titow, russischer Komponist († 1875)
- 17. Mai: Carl Friedrich Zöllner, deutscher Komponist († 1860)
- 17. Mai: Ernst von Bandel, Maler und Bildhauer († 1876)
- 20. Mai: Adelaide Tosi, italienische Opernsängerin († 1859)
- 21. Mai: Anton Nikolaus Martens, Propst († 1848)
- 25. Mai: Aloys Pollender, deutscher Arzt und Entdecker des Milzbranderregers († 1879)
- 30. Mai: Karl Wilhelm Feuerbach, Mathematiklehrer und Mathematiker († 1834)
- 02. Juni: Nicholas Trist, US-amerikanischer Diplomat († 1874)
- 12. Juni: Samuel Wright Mardis, US-amerikanischer Politiker († 1836)
- 15. Juni: Johann Joseph Bauerband, Jurist, Mitglied der preußischen Nationalversammlung († 1878)
- 17. Juni: Ivar Fredrik Bredal, dänischer Dirigent und Komponist († 1864)
- 17. Juni: William Parsons, Earl of Rosse, irischer Astronom († 1867)
- 23. Juni: Charlotte Birch-Pfeiffer, deutsche Schauspielerin und Schriftstellerin († 1868)
- 24. Juni: Kintzing Prichette, US-amerikanischer Politiker († 1869)
- 27. Juni: Karl Drechsler, deutscher Cellist († 1873)

### Juli/August
- 01. Juli: Josef Leu, Politiker im Kanton Luzern († 1845)
- 02. Juli: Piotr Michałowski, polnischer Maler († 1855)
- 18. Juli: Georg Heinrich Wolf von Arnim, deutscher Eisenhütten- und Bergbauunternehmer († 1855)
- 19. Juli: Juan José Flores, ecuadorianischer Staatspräsident († 1864)
- 22. Juli: Jakob Lorber, österreichischer Schriftsteller und Musiker († 1864)
- 24. Juli: Friedrich Georg Wieck, deutscher technologischer Schriftsteller und Industrieller († 1860)
- 25. Juli: Heinrich Göppert, deutscher Botaniker, Paläontologe († 1884)
- 28. Juli: Claude Montal, französischer Klavierbauer († 1865)
- 30. Juli: Ignaz Schwörer, deutscher Gynäkologe und Geburtshelfer († 1860)

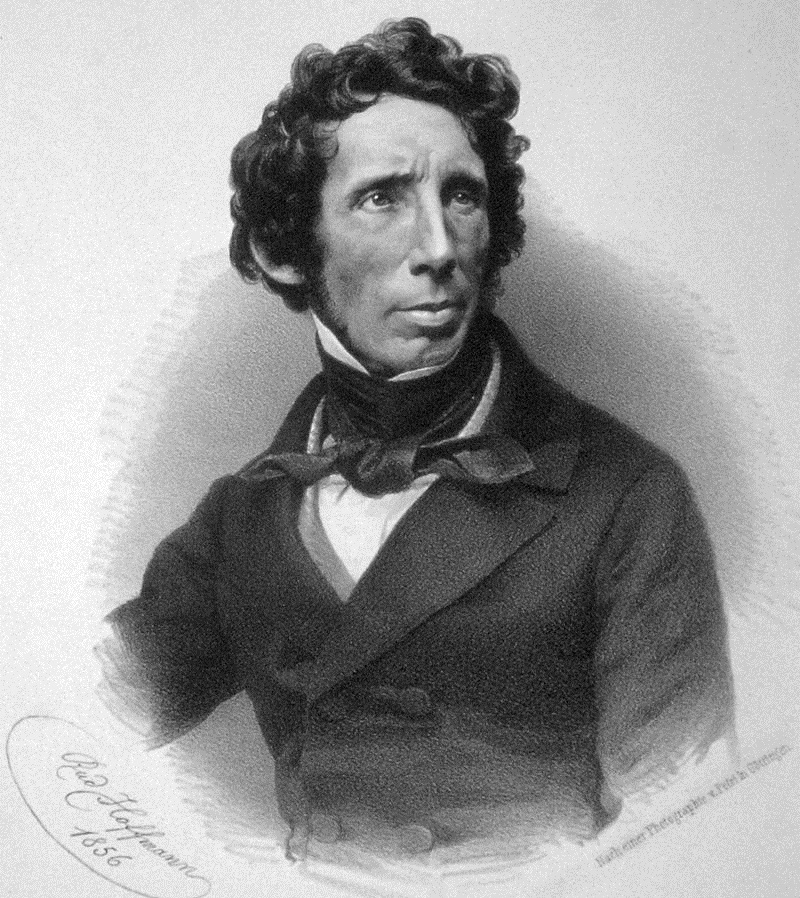
Friedrich Wöhler, 1856

- 31. Juli: Friedrich Wöhler, deutscher Chemiker († 1882)
- 04. August: Ramón María Narváez, spanischer Militär, Politiker und mehrfacher Ministerpräsident († 1868)
- 06. August: Franz Xaver Bobleter, österreichischer Maler († 1869)
- 07. August: Josef Krasoslav Chmelenský, tschechischer Kritiker, Dichter, Librettist und Volksaufklärer († 1839)
- 09. August: Lincoln Clark, US-amerikanischer Politiker († 1886)
- 12. August: Jean-Jacques Ampère, französischer Historiker, Philologe und Schriftsteller († 1864)
- 14. August: Eduard von Badenfeld, österreichischer Schriftsteller († 1860)
- 18. August: Timothy J. Carter, US-amerikanischer Politiker († 1838)
- 20. August: Bernhard Heine, deutscher Instrumentenmacher und Pionier der Orthopädie († 1846)
- 22. August: Johann Rudolf Kölner, Schweizer Publizist und Dichter († 1877)
- 23. August: Adolf Asher, deutscher Buchhändler, Antiquar, Verleger und Bibliograph († 1853)
- 23. August: Evangelos Zappas, griechischer Kaufmann und Mäzen († 1865)
- 25. August: Joseph Halstead Anderson, US-amerikanischer Politiker († 1870)
- 25. August: Josef Ettenreich, vereitelte das Messerattentat auf Kaiser Franz Joseph I. († 1875)
- 25. August: Karl von Hase, deutscher Theologe († 1890)
- 27. August: Thomas Butler King, US-amerikanischer Politiker († 1864)
- 28. August: Dietrich Wilhelm Landfermann, Pädagoge, Demokrat und Schulleiter in Duisburg († 1882)
- 29. August: Heinrich Hahn, Abgeordneter des preußischen Landtags und katholischer Vereinsgründer († 1882)
- 29. August: Jacob W. Miller, US-amerikanischer Politiker († 1862)

### September/Oktober
- 02. September: Franz Rosner, österreichischer Sänger (Tenor) ungarischer Herkunft († 1841)
- 04. September: Pauline von Württemberg, Tochter von Herzog Ludwig Friedrich von Württemberg († 1873)
- 06. September: Catharine Beecher, US-amerikanische Pädagogin und Schriftstellerin († 1878)
- 07. September: Sidney Breese, US-amerikanischer Jurist und Politiker († 1878)
- 09. September: Eduard Pelz, deutscher Buchhändler, Verleger, Politiker, Publizist, Reiseschriftsteller und 1848 Mitglied des Frankfurter Vorparlaments († 1876)
- 11. September: Daniel S. Dickinson, US-amerikanischer Politiker († 1866)
- 12. September: Joseph Augenstein, deutscher Lokalpolitiker († 1861)
- 12. September: Friedrich von Uechtritz, deutscher Dichter, Historiker und Genealoge († 1875)
- 13. September: David Stewart, US-amerikanischer Politiker († 1858)
- 15. September: Paul Friedrich, Großherzog von Mecklenburg-Schwerin († 1842)
- 16. September: Johann Wilhelm Ernst Wägner, deutscher Schriftsteller und evangelischer Theologe († 1886)
- 22. September: George Bentham, britischer Botaniker († 1884)
- 25. September: William Gay Brown, US-amerikanischer Politiker († 1884)
- 02. Oktober: Wilhelm Heinrich Jobelmann, Bürgerrepräsentant und Stadtgeschichtsschreiber von Stade († 1878)
- 02. Oktober: Felix Fürst zu Schwarzenberg, österreichischer Politiker und Diplomat († 1852)
- 02. Oktober: Nat Turner, US-amerikanischer Revolutionär († 1831)
- 04. Oktober: Pierre Charles Fournier Saint Amant, französischer Schachmeister († 1872)
- 09. Oktober: Justinus de Jacobis, Heiliger, italienischer Missionsbischof in Abessinien († 1860)
- 10. Oktober: Charles Tilstone Beke, britischer Afrikaforscher († 1874)
- 12. Oktober: Eugen von Puttkamer, deutscher Jurist († 1874)
- 15. Oktober: Georg Karl von Seuffert, deutscher Jurist († 1870)
- 18. Oktober: Sir Henry Taylor, englischer Dramatiker und Kolonialbeamter († 1886)
- 23. Oktober: Sampson Avard, britischer Theologe († 1869)
- 23. Oktober: Henri Milne Edwards, französischer Naturforscher († 1885)
- 25. Oktober: Thomas Babington Macaulay, englischer Historiker († 1859)
- 25. Oktober: Jacques-Paul Migne, französischer Priester und Publizist († 1875)

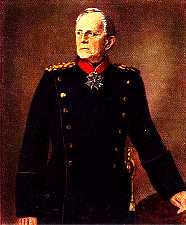
Generalfeldmarschall Moltke, Gemälde von Franz von Lenbach

- 26. Oktober: Helmuth Karl Bernhard von Moltke, preußischer Generalfeldmarschall († 1891)
- 30. Oktober: David Meriwether, US-amerikanischer Politiker († 1893)

### November/Dezember
- 02. November: Andreas Gau, deutscher katholischer Theologe († 1862)
- 06. November: Eduard Grell, deutscher Komponist und Organist († 1886)
- 09. November: Emanuel Arnold, böhmischer Politiker († 1869)
- 17. November: Achille Fould, französischer Finanz- und Staatsmann († 1867)
- 17. November: Louis Schlösser, deutscher Komponist und Konzertvirtuose († 1886)
- 17. November: Christian Zetlitz Bretteville, norwegischer Politiker († 1871)
- 18. November: John Nelson Darby, Theologe, Mitbegründer der Brüdergemeinde († 1882)
- 21. November: Carl Robert Croll, deutscher Maler († 1863)
- 26. November: Anton Martin Slomšek, slowenischer Geistlicher, Schriftsteller und Dichter († 1862)
- 29. November: William Hebard, US-amerikanischer Politiker († 1875)
- 29. November: Damian Junghanns, Jurist und Teilnehmer an der badischen Revolutionen 1848/49 († 1875)
- 30. November: Franz Unger, österreichischer Botaniker, Paläontologe und Pflanzenphysiologe († 1870)
- 30. November: Carl Heinrich Edmund von Berg, Forstmann und Lehrer († 1874)
- 01. Dezember: Mihály Vörösmarty, ungarischer Dichter, Redakteur und Übersetzer († 1855)
- 03. Dezember: France Prešeren, slowenischer Dichter († 1849)
- 04. Dezember: Emil Aarestrup, dänischer Dichter († 1856)
- 04. Dezember: William Fenwick Williams, britischer General und Gouverneur von Gibraltar († 1883)
- 05. Dezember: Thomas Ford, US-amerikanischer Politiker († 1850)
- 14. Dezember: Josef Kriehuber, Lithograph und Maler († 1876)
- 17. Dezember: Bernhard II., Herzog von Sachsen-Meiningen († 1882)
- 22. Dezember: Julius Wilhelm Oelsner, Abgeordneter in der Frankfurter Nationalversammlung († 1862)
- 24. Dezember: Ferdinand Keller, Schweizer Archäologe und Altertumsforscher († 1881)
- 26. Dezember: Gustav Wilhelm Teschner, deutscher Komponist († 1883)
- 27. Dezember: John Goss, englischer Organist und Komponist († 1880)
- 29. Dezember: Charles Goodyear, US-amerikanischer Chemiker († 1860)
- 31. Dezember: William J. Alston, US-amerikanischer Politiker († 1876)

### Genaues Geburtsdatum unbekannt
- Juan Ángel Arias, Supremo Director von Honduras († 1842)
- Henry Connelly, US-amerikanischer Politiker († 1866)
- Jacques-François Ochard, französischer Maler († 1870)
- Salvatore Patti, italienischer Operntenor († 1869)
- Thomas Robinson, US-amerikanischer Politiker († 1843)
- Georgiana Zornlin, englische Malerin und Schriftstellerin († 1881)

## Gestorben

### Januar bis April
- 04. Januar: Giovanni Battista Mancini, italienischer Sänger, Gesangslehrer und Schriftsteller (* 1714)
- 05. Januar: Ferdinand Woldrzich von Ehrenfreund, böhmischer Jurist und Hochschullehrer (* 1737)
- 09. Januar: Jean-Étienne Championnet, französischer General (* 1762)
- 10. Januar: Johan Wikmanson, schwedischer Komponist (* 1753)
- 13. Januar: Peter von Biron, Herzog von Kurland und Semgallen sowie Herzog von Sagan (* 1724)
- 17. Januar: Akera Kankō, japanischer Dichter (* 1740)
- 20. Januar: Thomas Mifflin, US-amerikanischer Politiker (* 1744)
- 21. Januar: Jean-Baptiste Le Roy, französischer Wissenschaftler und Enzyklopädist (* 1720)
- 23. Januar: Edward Rutledge, US-amerikanischer Politiker (* 1749)
- 26. Jänner: Felix Matthäus Stupan von Ehrenstein, österreichischer Jurist (* 1743)
- 04. Februar: Charlotte Sophie Bentinck, adlige emanzipierte Frau (* 1715)
- 10. Februar: Vincenzo Maria Altieri, Kardinal der katholischen Kirche (* 1724)
- 17. Februar: Johann Werner Streithorst, deutscher evangelischer Theologe (* 1746)
- 20. Februar: Anton von Aubleux, österreichischer Offizier (* 1722)
- 22. Februar: Even Hammer, norwegischer Ökonom (* 1732)
- 09. März: Friedrich Wilhelm von Erdmannsdorff, deutscher Architekt (* 1736)
- 11. März: Carl Adrian von Arnstedt, preußischer Gutsherr und Beamter (* 1716)
- 11. März: Friedrich Karl Gottlob Hirsching, deutscher Universalgelehrter und Lexikograph (* 1762)
- 20. März: Clemens August von Ketteler, Domherr in Münster, Worms und Osnabrück (* 1720)
- 21. März: William Blount, US-amerikanischer Politiker (* 1749)
- 26. März: Marc-René de Montalembert, französischer Ingenieur für Waffentechnik und Festungsbau (* 1714)
- 05. April: Antoine-Frédéric Larguier des Bancels, französischer Kaufmann, Reeder und Sklavenhändler (* 1769)
- 07. April: Karl August Schlockwerder, deutscher Jurist und Bürgermeister von Wittenberg (* 1741)
- 08. April: Andrea Gioannetti, Kardinal der katholischen Kirche und Erzbischof von Bologna (* 1722)
- 19. April: Jean-Rodolphe Vautravers, schweizerisch-englischer Naturforscher und Kunsthändler (* 1723)
- 20. April: Peleg Sprague, US-amerikanischer Politiker (* 1756)
- 22. April: Johann Ludwig Ambühl, Schweizer Verwaltungsbeamter und Schriftsteller (* 1750)
- 22. April: Karl Wilhelm Hennert, deutscher Forstmann (* 1739)
- 25. April: Ezekiel Cornell, US-amerikanischer Politiker (* 1732)
- 25. April: William Cowper, englischer Dichter (* 1731)
- 28. April: Jewstignei Fomin, russischer Komponist (* 1761)

### Mai bis August
- 04. Mai: Christine Boyer, Ehefrau von Lucien Bonaparte (* 1773)
- 04. Mai: Johann Rudolf Fischer, Schweizer evangelischer Geistlicher (* 1772)
- 07. Mai: Niccolò Piccinni, italienischer Komponist (* 1728)
- 07. Mai: Jean-Baptiste Vallin de La Mothe, französischer, vorwiegend in Russland tätiger Architekt (* 1729)
- 18. Mai: Alexander Suworow, russischer Generalissimus (* 1730)
- 24. Mai: Johann Christian Kestner, deutscher Jurist und Archivar, Ehemann von Charlotte Buff (* 1741)
- 26. Mai: Curt Heinrich Gottlieb von Arnim, preußischer Oberst (* 1735)
- 26. Mai: Alonso Núñez de Haro y Peralta, spanischer Bischof, Kolonialverwalter und Vizekönig von Neuspanien (* 1729)
- 10. Juni: Johann Abraham Peter Schulz, deutscher Musiker und Komponist (* 1747)
- 14. Juni: Louis Charles Antoine Desaix, französischer General (* 1768)
- 14. Juni: Jean-Baptiste Kléber, französischer General (* 1753)
- 17. Juni: Jakob Abraham, deutscher Medailleur (* 1723)
- 20. Juni: Abraham Gotthelf Kästner, deutscher Mathematiker (* 1719)
- 22. Juni: Johann Balthasar Hundeshagen, deutscher Jurist und Historiker (* 1734)
- 28. Juni: Heinrich XI., Fürst Reuß zu Greiz (* 1723)
- 01. Juli: Jean Claude Eléonore Le Michaud d’Arçon, französischer General und Ingenieur (* 1733)
- 06. Juli: Ernst Sylvius von Prittwitz, preußischer Generalleutnant und General-Adjutant (* 1730)
- 10. Juli: Arnold Nicolai Aasheim, norwegischer Arzt und Physiker (* 1749)
- 14. Juli: Lorenzo Mascheroni, italienischer Mathematiker (* 1750)
- 18. Juli: John Rutledge, US-amerikanischer Politiker (* 1739)
- 19. Juli: José de Rezabal y Ugarte, spanischer Richter, Kolonialverwalter und Gouverneur von Chile (* 1747)
- 22. Juli: Christian Heinrich Schmid, deutscher Rechtswissenschaftler, Literaturwissenschaftler und Rhetoriker (* 1746)
- 01. August: Christian Zwilling, deutscher evangelischer Theologe (* 1738)
- 02. August: Philipp Fischer, deutscher Mediziner und Leibarzt (* 1744)
- 03. August: Carl Friedrich Christian Fasch, Musiker und Begründer der Sing-Akademie zu Berlin (* 1736)
- 03. August: Friedrich Gilly, deutscher Architekt und Baumeister in Preußen (* 1772)
- 05. August: Johann Georg Büsch, deutscher Pädagoge, Publizist (* 1728)
- 16. August: Charles Louis L’Héritier de Brutelle, deutscher Botaniker (* 1746)
- 16. August: Karl Emanuel von Savoyen-Carignan, Fürst von Carignan (* 1770)
- 18. August: Arnulphe d’Aumont, französischer Mediziner (* 1721)
- 18. August: Jeongjo, 22. König der Joseon-Dynastie in Korea (* 1752)
- 22. August: Jacob Albrecht von Sienen, deutscher Jurist und Bürgermeister von Hamburg (* 1724)
- 24. August: Rawlins Lowndes, US-amerikanischer Politiker (* 1721)
- 27. August: Peter Aloysius Marquis d’Agdollo, sächsischer Hofmeister
- 31. August: John Blair junior, US-amerikanischer Jurist und Politiker (* 1732)

### September bis Dezember
- 09. September: Immanuel Friedrich Gregorius, deutscher lutherischer Theologe und Historiker (* 1730)
- 10. September: Nicolaus Anton Johann Kirchhof, deutscher Kaufmann, Politiker und Gelehrter (* 1725)
- 10. September: Johann Christoph von Woellner, preußischer Staatsmann (* 1732)
- 17. September: Nathan ben Simeon ha-Kohen Adler, deutscher Kabbalist und Rabbiner (* 1741)
- 24. September: Johann Heinrich Ludwig Meierotto, Geograf, Pädagoge (* 1742)
- 26. September: William Billings, US-amerikanischer Komponist (* 1746)
- 27. September: William Gibbons, US-amerikanischer Politiker (* 1726)
- 27. September: Hyacinthe Jadin, französischer Komponist (* 1776)
- 29. September: Michael Denis, österreichischer Jesuit, Autor, Übersetzer, Bibliothekar und Zoologe (* 1729)
- 01. Oktober: Jakob Friedrich Grundmann, deutscher Holzblasinstrumentenmacher (* 1727)
- 08. Oktober: Salawat Julajew, baschkirischer Freiheitskämpfer, Dichter und Nationalheld von Baschkortostan (* 1752)
- 16. Oktober: Benjamin Huntington, US-amerikanischer Politiker (* 1736)
- 27. Oktober: Itō Jakuchū, japanischer Maler (* 1716)
- 28. Oktober: Artemas Ward, US-amerikanischer Generalmajor und Politiker (* 1727)
- 29. Oktober: Wilhelm Ferdinand Lipper, deutscher Architekt (* 1733)
- 14. November: François-Claude-Amour de Bouillé, französischer General (* 1739)
- 23. November: Leopold von Clary und Aldringen, böhmisch-österreichischer Justizminister (* 1736)
- 28. November: Sebastian Mutschelle, deutscher Theologe (* 1749)
- 29. November: Gian Battista Frizzoni, Schweizer Pfarrer und Kirchenlieddichter (* 1727)
- 000Dezember: Edward Young, britischer Seemann, Meuterer auf der Bounty
- 02. Dezember: Jordi Bosch, mallorquinischer Orgelbauer (* 1739)
- 02. Dezember: Johann Ludwig von Eckardt, deutscher Rechtswissenschaftler (* 1737)
- 05. Dezember: Jean Baptiste Audebert, französischer Naturforscher und Maler (* 1759)
- 24. Dezember: Franz Ludwig Wimpffen, Militär (* 1732)
- 26. Dezember: John Patten, US-amerikanischer Politiker (* 1746)
- 28. Dezember: Bernhard von Keeß, österreichischer Offizier (* 1770)
- 29. Dezember: Karl Benjamin Acoluth, deutscher Jurist und Schriftsteller (* 1726)

### Genaues Todesdatum unbekannt
- David Ross, US-amerikanischer Politiker (* 1755)
- Friedrich Adolf von Zwanziger, deutscher Jurist, Diplomat und Politiker sowie Gründer der heutigen Castell-Bank (* 1745)